# Courtney Duncan
Courtney Duncan   (Otago, 26 de gener de 1996) és una pilot professional de motocròs neozelandesa que ha guanyat quatre campionats del món femenins (WMX) amb Kawasaki a data de 2023.

## Palmarès
A 20 de setembre de 2023

### Títols per any
| Any  | Equip    | Campionat |
| ---- | -------- | --------- |
| 2019 | Kawasaki | WMX       |
| 2020 | Kawasaki | WMX       |
| 2021 | Kawasaki | WMX       |
|      |          |           |
| 2023 | Kawasaki | WMX       |

### Resultats al mundial de motocròs femení
Font:
| Any  | Motocicleta | Posició |
| ---- | ----------- | ------- |
| 2016 | Yamaha      | 5a      |
| 2017 | Yamaha      | 3a      |
| 2018 | Yamaha      | 4a      |
| 2019 | Kawasaki    | 1a      |
| 2020 | Kawasaki    | 1a      |
| 2021 | Kawasaki    | 1a      |
| 2022 | Kawasaki    | 7a      |
| 2023 | Kawasaki    | 1a      |